# Arcytophyllum nitidum
Arcytophyllum nitidum är en måreväxtart som först beskrevs av Carl Sigismund Kunth, och fick sitt nu gällande namn av Diederich Franz Leonhard von Schlechtendal. Arcytophyllum nitidum ingår i släktet Arcytophyllum och familjen måreväxter. Inga underarter finns listade i Catalogue of Life.